# Ajman Táher
Ajman Táher Kandil (arabul: أيمن طاهر); (1966. január 7. – ) egyiptomi válogatott labdarúgókapus. 

## Pályafutása

### Klubcsapatban
1984 és 1992 között az Ez-Zamálek játékosa volt, melynek tagjaként két bajnoki címet (1988, 1992) szerzett és három alkalommal 1986-ban megnyerte a bajnokcsapatok Afrika-kupáját. 

### A válogatottban
1989 és 1990 között 2 alkalommal szerepelt az egyiptomi válogatottban. Részt vett az 1990-es világbajnokságon, ahol Ahmed Subajr mögött a második számú kapusnak számított és egyetlen csoportmérkőzésen sem kapott lehetőséget.

## Sikerei, díjai
Ez-Zamálek
- Egyiptomi bajnok (2): 1987–88, 1991–92
- Bajnokcsapatok Afrika-kupája győztes (1): 1986
- Afro-ázsiai klubok kupája győztes (1): 1987